# Vereidigung
Bei einer Vereidigung leistet eine Person einen Eid. Von einer Beeidigung wird dagegen gesprochen, wenn Personen generell Aussagen und Gutachten „durch Eid versichert“ werden. Der Sprachgebrauch ist uneinheitlich. Für eine feierliche Vereidigung wird im österreichischen Sprachgebrauch auch der Begriff Angelobung, in der Schweiz auch Anlobung verwendet.

## Personenkreis
Vereidigt werden in der Regel (mit einer jeweils den Umständen entsprechenden Eidesformel):
- die Inhaber politischer Ämter, in einigen Ländern sogar alle Beamten
- Angehörige der Polizei und des Militärs (siehe unten)
- ggf. die Zeugen in einem Gerichtsverfahren
- in einigen Ländern alle Personen, die die Staatsbürgerschaft des betreffenden Landes erlangen, so z. B. in den USA
- Dolmetscher und Übersetzer

Gegen die Vereidigung vor Gericht kann sich der Zeuge in der Regel nicht wehren. Einwände könnten die Verwandtschaft/Schwägerschaft zum Angeklagten bzw. einer Partei oder eine vorausgegangene Verurteilung wegen Meineides sein. Ferner gilt, dass ein Zeuge, der angibt, dass er aus Glaubens- oder Gewissensgründen keinen Eid leisten wolle, stattdessen nach § 65 StPO die Wahrheit seiner Aussage zu bekräftigen hat. Diese Bekräftigung steht dem Eid gleich.
Die unberechtigte Verweigerung der Eidesleistung oder Bekräftigung kann mit Ordnungsmitteln geahndet werden.

## Eidesformeln
Je nach Staat und Anlass der Vereidigung (gerichtliche Vereidigung von Zeugen, Sachverständigen, Laienrichtern oder Amtseid von Staatsoberhäuptern, Regierungsmitgliedern, Abgeordneten, Beamten, Soldaten usw.) werden unterschiedliche, oftmals gesetzlich festgelegte Eidesformeln verwendet.
Im deutschsprachigen Raum ist es in der Regel möglich, den Eid mit oder ohne religiöse Beteuerung zu leisten bzw. den Eid durch eine andere Form der Bekräftigung zu ersetzen, die aber rechtlich dem Eid gleichgestellt wird.

## Im Militär
Die Soldaten der meisten Länder legen einen Eid darauf ab, ihr Land zu verteidigen und die Befehle ihrer Vorgesetzten zu befolgen. Im Militär der demokratischen Staaten enthält die Eidesformel in der Regel auch Bekenntnisse zur verfassungsmäßigen Ordnung und zur Rechtsstaatlichkeit.
Für die Einzelheiten siehe:
- Vereidigung und Gelöbnis von Soldaten der Bundeswehr in Deutschland
  - Fahneneid der ehemaligen Nationalen Volksarmee der DDR
- Angelobung im Österreichischen Bundesheer
- Vereidigung in der Schweizer Armee